# 戈利湖
45°8′0″N 36°25′11″E / 45.13333°N 36.41972°E
戈利湖（俄语：Янышское озеро），是俄羅斯的湖泊，位於該國西南部，由克里米亞負責管轄，長0.54公里、寬0.5公里，面積0.2平方公里，集水區面積6.8平方公里，湖岸線長度1公里。